# Torre dell'Orologio (Padua)

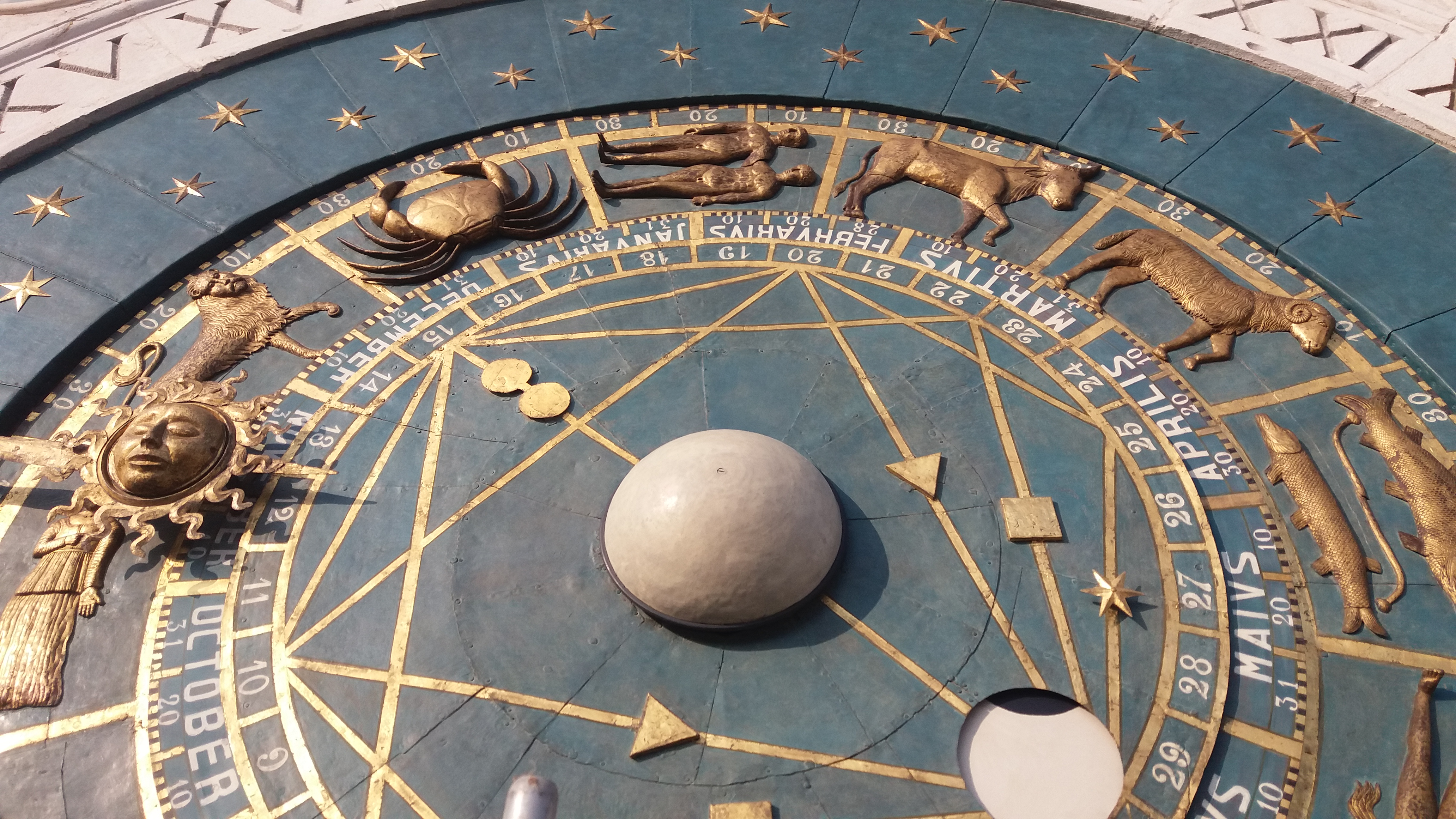
La esfera del reloj de Padua.

La Torre dell'Orologio (en español: Torre del Reloj) es un edificio de origen medieval que se encuentra en la Piazza dei Signori de Padua (Italia), entre el Palazzo del Capitanio y el Palazzo dei Camerlenghi. La torre se construyó en la primera mitad del siglo xiv como puerta oriental de la Reggia Carrarese. En 1428 fue elevada y adornada en estilo gótico y dotada del célebre reloj astronómico. En 1531 se añadió el gran arco triunfal en la base, según el proyecto de Giovanni Maria Falconetto.

## La torre
La construcción de la torre data de la primera mitad del siglo xiv, cuando servía de entrada fortificada de la Reggia Carrarese, pero su aspecto actual se debe a las obras impulsadas a partir de 1426 por el capitanio Bartolomeo Morosini, concluidas con la inauguración del reloj en la fiesta de san Antonio de 1437.

## El arco de triunfo
Obra admirable de Giovanni Maria Falconetto, el arco de triunfo fue adosado a la torre con el objetivo de monumentalizar la plaza –utilizada en la época para las solemnes ceremonias cívicas y para los torneos– y dar acceso a la corte del capitanio. Construido en 1531, el arco fue concebido siguiendo las últimas novedades arquitectónicas romanas de principios del siglo xvi, en la línea de las obras de Bramante, Baldassarre Peruzzi y Giulio Romano, proponiendo una construcción totalmente nueva en el Véneto de la época, libre de ese decorativismo arquitectónico de matriz lombarda y preconizando el clasicismo de Andrea Palladio.
La evidente referencia a los antiguos arcos de triunfo romanos (en particular al Arco de los Sergios de Pula) utilizando el orden dórico, la base y el entablamento, con la hierática inscripción en memoria del Senado Véneto y del dux Andrea Gritti, dialogan con el plasticismo de las dos victorias aladas, con el mascarón sobre la clave del arco y el león de San Marcos, reconstruido tras los daños bélicos de la época napoleónica. Sobre el entablamento se apoyan dos estatuas que representan dos soldados armados a la antigua que sostienen las armas de Andrea Gritti. Al lado del arco, algunas inscripciones recuerdan a Vitale Lando y al propio Giovanni Maria Falconetto (IO.annes MA.ria FALCONETVS VERONENSIS ARCHITETVS F.ecit).

## El reloj astronómico
El reloj astronómico que domina la plaza es la máquina más antigua de su clase que se conserva en el mundo; es la recomposición del mecanismo original colocado en la torre de la puerta meridional de la Reggia Carrarese, fabricado según el extraordinario proyecto de Giovanni Dondi en 1344 y dañado por un incendio declarado a causa de las escaramuzas impulsadas por el príncipe Francesco Novello contra la ocupación de la Casa de Visconti. De este antiguo instrumento del siglo xiv se conservan los signos del Zodiaco originales, reutilizados por Matteo Novello y Giovanni y Gian Pietro delle Caldiere para la construcción del actual, concluida en 1436. La cornisa y las pilastras jónicas que rodean el reloj se deben a Giovanni Maria Falconetto, que restauró la fachada de la torre por encargo de Vitale Lando en 1537. El preciado mecanismo –que fue sometido con el paso de los siglos a restauraciones y ampliaciones– se encuentra alojado en la tercera planta de la torre, soportado por una estructura de madera y protegido por un imponente armario.

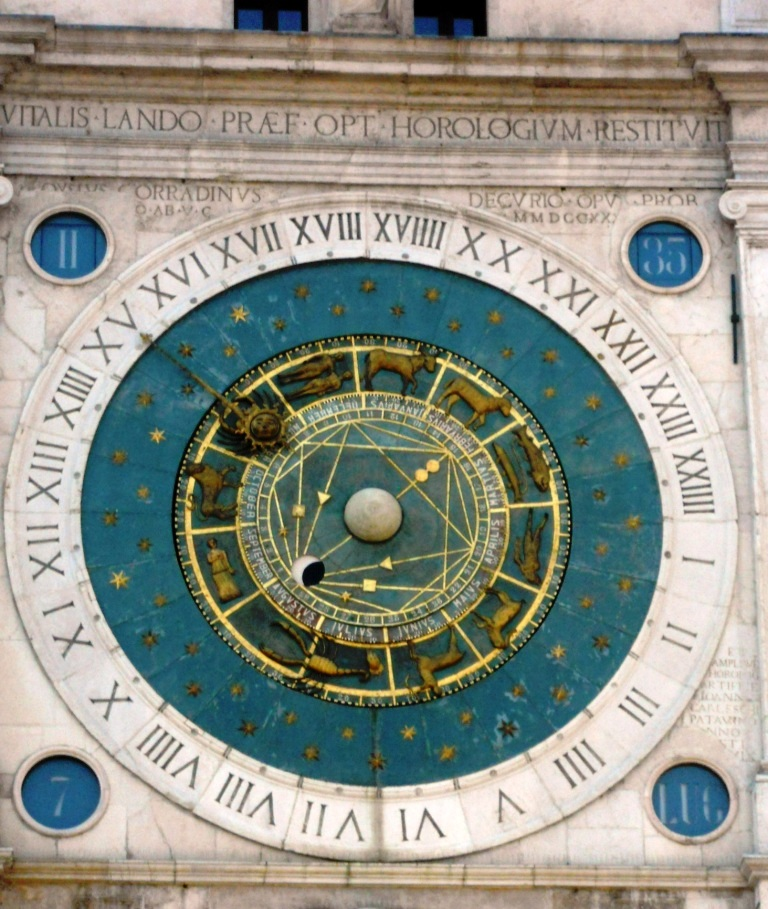
El reloj.

Entre los signos del Zodiaco colocados en el monumental esfera que da hacia la plaza falta el signo de Libra. Esta falta se debe al hecho de que los signos representados se basan en el sistema zodiacal prerromano, en el cual las constelaciones de Escorpio y Libra estaban unidas en una sola, que ocupaba por tanto un mayor espacio en la banda zodiacal. Todavía en la actualidad las dos partes de la constelación de Libra son llamadas «quela norte» y «quela sur». Sin embargo, en el momento de su construcción, el reloj contenía también la representación del signo de Libra, que fue eliminada durante una intervención de modificación realizada por el abad Bartolomeo Toffoli entre 1787 y 1792, que quiso seguir las divisiones zodiacales más antiguas. La tradición popular según la cual la falta de la constelación de Libra sería una venganza del constructor ante la falta de justicia de su cliente, que quiso pagarle una cifra inferior a la pactada, carece sustancialmente de fundamento histórico.
La popularidad del reloj astronómico, uno de los primeros realizados en Italia, fue tal que a los descendientes de Jacopo Dondi se les añadió al apellido la expresión dell'Orologio («del reloj»). Algunos descendientes de la familia residen todavía en Padua.
El reloj volvió a funcionar en junio de 2010 tras un cuidadoso trabajo de restauración que afectó tanto a la estructura arquitectónica de la torre como a los mecanismos del reloj propiamente dicho. La torre, con el mecanismo del reloj incluido, abre al público para visitas guiadas todos los viernes y sábados de cada mes desde las 9:30 hasta las 11:45.